# Errør Bøy
Errør Bøy (stylizowane na ERRØR BØY) – debiutancki album studyjny amerykańskiego piosenkarza Lil Lotusa, wydany przez Epitaph Records 20 sierpnia 2021 roku.

## Tło
Lil Lotus 16 lutego 2021 roku wydał pierwszy singel z albumu; „Girl Next Door” z udziałem Lil Aarona. Kolejny singel z albumu; „Romantic Disaster” z udziałem Chrissy Costanzy został wydany 25 maja 2021 r. Następnie pojawiły się single: „Think of Me Tonight” i „Rooftop”.
Przy swoim debiutanckim albumie Lotus współpracował z takimi producentami jak John Feldmann i Drew Fulk. Na albumie wystąpili gościnnie: Travis Baker, Lil Aaron i Chrissy Costanza.

### Motywy i wpływy
Tematy piosenek na albumie skupiają się na przezwyciężaniu uzależnienia od narkotyków i toksycznych związków.

### Odbiór
Recenzent z tygodnika Kerrang!; Jake Richardson pochwalił album, stwierdzając, że „przedstawia on wiele wspomnień”, chociaż powiedział, że „nie ma w nim nic zbyt oryginalnego”.

## Lista utworów
Lista utworów.
1. „Think of Me Tonight” – 3:00
2. „Romantic Disaster” (gościnnie: Chrissy Costanza)” – 2:37
3. „Over and Over Again” – 2:24
4. „Rooftop” – 2:35
5. „Butterfly X” – 2:38
6. „Girl Next Door” (gościnnie: Lil Aaron) – 2:37
7. „Lips That Kill” – 2:34
8. „Doctor Doctor" – 2:40
9. „No Getting Over This” (gościnnie: Travis Baker) – 2:05
10. „Fake Love”  – 2:16
11. „Why U Do Me Like This” – 2:30
12. „"Don't Fuck This Up” (gościnnie: Travis Baker) – 1:56

## Twórcy
- Lil Lotus – wokal
- Chrissy Costanza – wokal (utwór: 2)
- Lil Aaron – wokal (utwór: 6)
- Travis Barker – perkusja (utwory: 9 i 12)
- John Feldmann – producent
- Drew Fulk – producent